# Take Them On, On Your Own
Take Them On, On Your Own to drugi album grupy Black Rebel Motorcycle Club. Został wydany w 2003 roku.
Album ma ciemniejszą, cięższą rockową muzykę niż ich poprzedni album, a także zawiera więcej słów o tematyce politycznej. Album uzyskał 3 miejsce w United Kingdom music charts pomimo otrzymywania mieszanych recenzji, a jest i tak powszechnie uważany za mniejsze osiągnięcie niż poprzedni album B.R.M.C..
Okładka albumu to hołd dla filmu Trzeci człowiek.
Album został wydany z zabezpieczeniem Copy Control w niektórych regionach.

## Utwory
1. "Stop" – 4:36
2. "Six Barrel Shotgun" – 3:06
3. "We're All in Love" – 3:37
4. "In Like the Rose" – 5:22
5. "Ha Ha High Babe" – 4:12
6. "Generation" – 5:01
7. "Shade of Blue" – 4:22
8. "U.S. Government" – 5:32
9. "And I'm Aching" – 3:52
10. "Suddenly" – 4:56
11. "Rise or Fall" – 3:56
12. "Going Under" (tylko UK) – 3:14
13. "Heart + Soul" – 7:15